# デイリー・スター (バングラデシュ)
『ザ・デイリー・スター』(The Daily Star) は、バングラデシュを代表する日刊の英字新聞。バングラデシュにおいて最大の発行部数をもつ英字新聞である。1991年1月14日にサイド・モハンマド・アリによって創刊されたが、これはバングラデシュが議会制民主主義を回復したのと時を同じくしており、同紙は、政治問題や腐敗、外交問題などを忌憚なく取り上げたことで人気を獲得した。同紙は、バングラデシュにおける記録の新聞と見なされている。同紙は、その「ジャーナリズムの力量とリベラルで進歩的な見解が評判であり、いわばバングラデシュのニューヨーク・タイムズ」として知られている。スローガンは、「Journalism Without Fear or Favour（何事も恐れず、媚もしないジャーナリズム）」である。
『ザ・デイリー・スター』の編集長は、マーフズ・アナムが務めている。同紙のモットーである「Your Right to Know（あなたの知る権利）」は、1面上部のロゴの上に掲げられている。『ザ・デイリー・スター』を所有するメディアワールド (Mediaworld) は、その株式の多くがトランスコム・グループによって所有されている。『スター・ビジネス (Star Business)』は、同紙のビジネス版であり、人気が高い。

## 歴史
1980年代後半、バングラデシュに本格的な英字新聞を作る計画が、サイド・モハンマド・アリとマーフズ・アナムの間で、バンコクで企画された。アリは、以前にタイ王国の『バンコック・ポスト (The Bangkok Post)』紙や、イギリス領香港の『英文虎報 (The Standard)』紙で編集長を務めた経験があった。アナムは、アリと組んでバングラデシュで新聞を創刊する計画に従事した当時はUNESCOの職員であった。二人は、バングラデシュの主要な出資者たちから出資を引き出したが、その中には、アジミール・ラーマン (Azimur Rahman)、A・S・マームド (A. S. Mahmud)、ラティフル・ラーマン、A・ロウフ・チョウドリー (A. Rouf Chowdhury)、シャムスル・ラーマン (Shamsur Rahman) らがいた。この新聞は、1991年に創刊されたが、この年は15年間に及んだ軍事政権の後、バングラデシュが議会制民主主義を回復する年でもあった。 『ザ・デイリー・スター』は、シェイク・ハシナが率いるアワミ連盟とカレダ・ジアが率いるバングラデシュ民族主義党 (BNP) の対立関係など、バングラデシュの政治を歯に絹着せず報道して、人気を獲得した。同紙は程なくして、『バングラデシュ・オブザーバー (The Bangladesh Observer)』や週刊の『ホリデー (Holiday)』を抜いて、バングラデシュで最も発行部数の多い英字新聞となった。同紙は、ダッカとチッタゴンで多くの読者を獲得しており、特に都市部のエリート層や実業界、さらに外交関係者に読者が多い。
2007年、 『ザ・デイリー・スター』の編集長マーフズ・アナムは、政治改革を示唆していた陸軍参謀長モエーン・U・アーメドを名指しして、政治について語るのは、陸軍参謀長としての職責を逸脱していると論評した。「これは民主主義を強くする道ではない (This is no way to strengthen democracy)」と題された、広く読まれた論評の中で、アナムは、2007年に軍部を背景とした選挙管理内閣がシェイク・ハシナを逮捕したことも非難した。2009年、『ザ・デイリー・スター』の調査報道記事が、元首相カレダ・ジアの息子であるタリク・ラーマンとハワ・ババンの側近たちが2004年ダッカ手榴弾襲撃に関わっていたと示唆した。タリク・ラーマンは、その後、襲撃に関与したとして、終身刑の判決が下された。2015年、シェイク・ハシナ首相の政府は、『ザ・デイリー・スター』の広告収入をかなりの部分を占めていた入札公告や政府からの広告出稿を全面的に差し止め、同紙に圧力をかけたが、この措置は程なくして撤回された。2021年、陸軍指導部を批判することはシェイク・ハシナ首相を批判することと同じだと述べた陸軍参謀総長アジズ・アーメドの問題発言を、マーフズ・アナムの論評が批判した。

## スタッフ
アリの死去後、アナムがこの新聞の編集発行人として業務を引き継いだ。アナムは同紙の編集権の独立を維持していると評されている。財務面は6人のメンバーから成る役員会が監督しており、その一人は現在の会長であるロケヤ・アフザル・ラーマンである。Op-edセクションを取り仕切っているのは、アーシャ・メーレーン・アミンであるが、以前は、ザファー・ソバーンがこの欄を担当していた。以前は、本誌の付録雑誌『スター (Star)』の運営に当たっていたアミンは、上級副編集長 (Senior Deputy Editor) に昇任した。アミンは、同紙の社説の論調を論難するようになっており、アワミ連盟政権に対して極めて批判的でBNPに同情的な立場を取っている。

## 論争
近年、この新聞はバングラデシュにおけるプレスの自由への制約が強まっていることに警鐘を鳴らし続けている。同紙は、財務面に影響を与える、政府からの圧力にも直面している。PENアメリカは、83件の訴訟と30件の名誉毀損の訴えがアワミ連盟のメンバーや支持者たちから提起されるなど、マーフズ・アナムに対して多数の訴訟が提起されていることを強く批判している。2000年代にバングラデシュ民族主義党が政権に就いていた当時は、アナムは当時与党だったBNPの指導者たちから名誉毀損でしばしば訴えられていた。アナムは、ベンガル語の新聞『プロトム・アロ ('Prothom Alo)』の編集長であるマティウル・ラーマンとともに、サラフディン・カダー・チョードリーから名誉毀損で訴えられた。法廷でアナムの弁護を務めたのは、 カマル・ホサインであった。
2016年にATNニュースのパネル・ディスカッションの席でマーフズ・アナムは、『ザ・デイリー・スター』が、かつて2007年から2008年にかけて軍を背景にした臨時暫定政権の下で、軍の情報機関である DGFI からもたらされた情報に基づいて一連の記事を書いたことを認めた。そうした記事は、アワミ連盟とBNP双方の指導者たちの腐敗を糾弾したものであった。

### ウェブサイトのブロック
2018年6月1日、この新聞のウェブサイトは、緊急行動部隊の隊員によるエクラムル・ハクの超法規的殺害を報じた後、しばらくブロックされた。この殺害は、ハクが家族と電話で話している最中におこなわれた。バングラデシュ電気通信規制委員会 (BTRC) は、このブロックについて、なんらの説明もしなかった。